# Studien zur klassischen Philologie
Studien zur klassischen Philologie ist eine wissenschaftliche Fachbuchreihe, die von Peter Lang verlegt wird. Begründet wurde sie 1979 von Michael von Albrecht und wird weiterhin von diesem zusammen mit Christiane von Albrecht herausgegeben. Bislang sind 180 Bände erschienen.
Publiziert werden Monographien und Sammelbände aus dem gesamten Fachgebiet der Klassischen Philologie. Neben Übersetzungen und Kommentaren zu Texten der griechischen und lateinischen Antike und Spätantike schließt dies insbesondere Einzelstudien und Qualifikationsschriften mit ein. Als Schwerpunkt der Buchreihe kann die Auseinandersetzung mit epischer Dichtung von Homer über Vergil und Ovid bis hin zu den Epikern des ersten nachchristlichen Jahrhunderts angesehen werden. 